# Storvask
Storvask er en dansk børnefilm fra 2003 instrueret af Kassandra Wellendorf efter manuskript af Merete Pryds Helle.
Wellendorf instruerede i 2010 en serie af korte animationsfilm under samme titel og med samme tema. 

## Handling
Spillet foregår i en vaskekurv, i en vaskemaskine og på en tørresnor. Vasketøjet, der har børnestemmer, er besjælet gennem animation og special effects. Tøjet mimer på dets vej gennem vask og tørring børns konflikter med uvenskab, mobning og grænsesætninger. I sæbeskum og blæst, i kulde og regn, i hede og brand, kommer tøjet ud for utallige trængsler, som brugeren skal hjælpe tøjet igennem.

## Eksterne Henvisninger
- Storvask på Internet Movie Database (engelsk)
- Storvask på Filmdatabasen
- Storvask på Filmdatabasen